# Askeran (gewest)
Askeran of Chatsjen (Armeens: Ասկերան, Askeran of Խաչեն, Khach’en;  Azerbeidzjaans: Əsgəran) was een gewest in de internationaal niet-erkende Nagorno-Karabach met de gelijknamige stad als hoofdplaats. Het gewest was 1193 km² groot, had 118.10 inwoners in 2015 en was onderverdeeld in 42 gemeenten.
Als gevolg van de oorlogen in 2020 en 2023 kwam het gewest geheel onder Azerbeidzjaanse controle.

## Achtergrond
Askeran is een bergachtig gebied, met steile riviervalleien en kloven, begroeid met bomen en struiken. Aan de westkant van de provincie ligt het Karabach-gebergte, met toppen van 2500-2750 meter. Het klimaat is vrij droog met gemiddeld rond 560 mm neerslag per jaar. De agrarische sector was de belangrijkste voor de economie: land- en tuinbouw, wijnbouw, granen en veeteelt. Ook waren er bedrijven die agrarische producten verwerkten.
Op het gebied van de voormalige provincie bevinden zich een aantal historische en archeologische monumenten, waaronder de Askeran-vesting. Net over de grens met Mardakert liggen de ruïnes van Tigranakert.

## Foto's

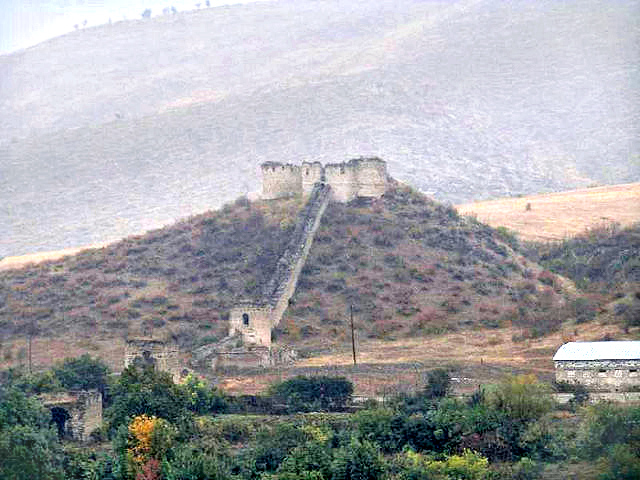
Askeran-vesting bij de stad Askeran
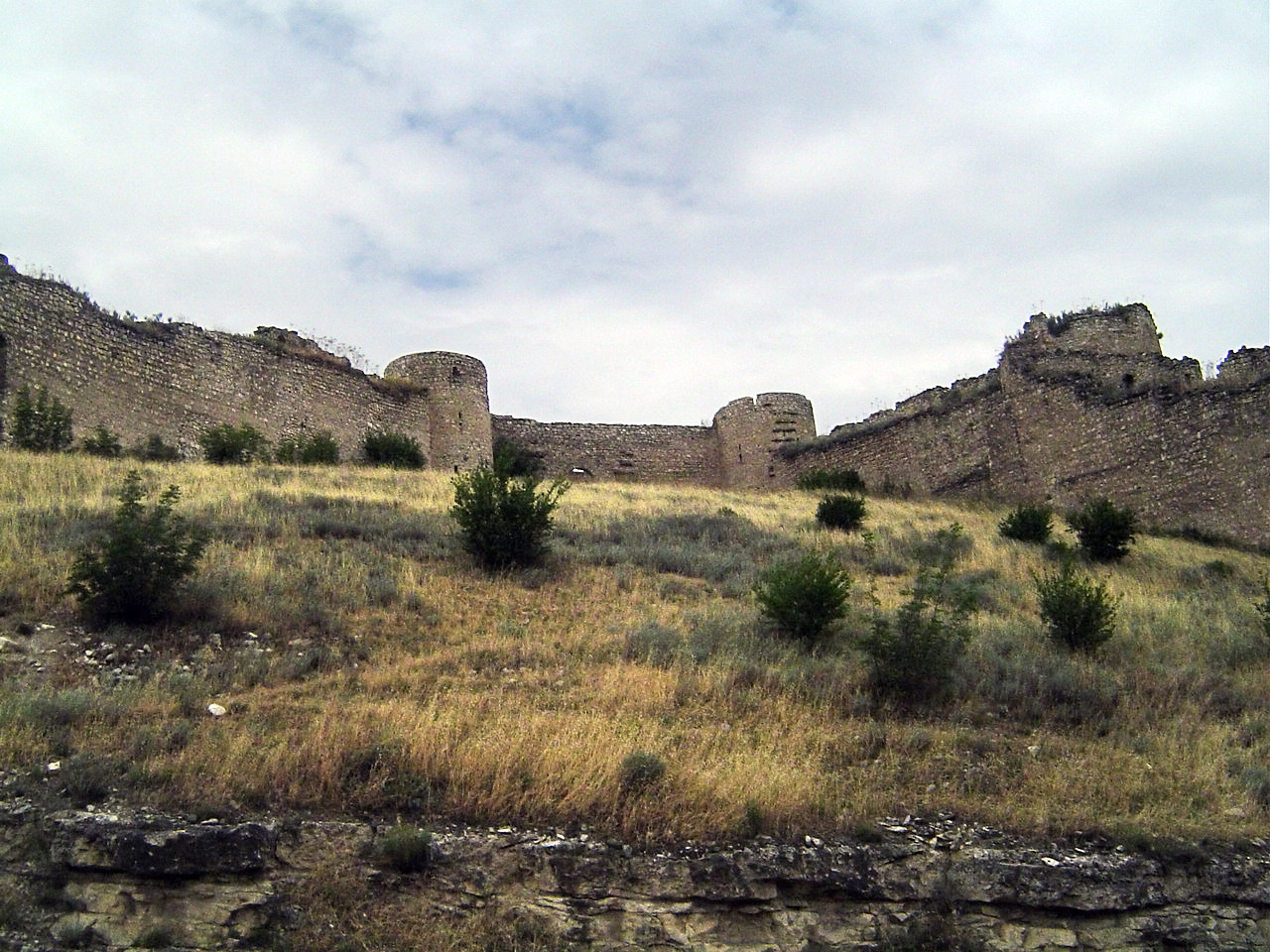
Overblijfselen van de Askeran-vesting